# Viimsi JK
El Viimsi JK es un equipo de fútbol de Estonia que juega en la Esiliiga, la segunda división nacional.

## Historia
Fue fundado en el año 2000 en la ciudad de Haabneeme en el minicipio de Viimsi con el nombre HÜJK Emmaste originalmente como un equipo que llegó a jugar en la Esiliiga en 2006 cuando desciende y por 10 años pasa en las divisiones regionales hasta que en 2013 logra jugar en la Esiliiga B.
En 2016 se fusiona con el Viimsi MRJK y pasa a su nombre actual, descendiendo dos años después a la II Liiga. En 2021 es campeón de la Esiliiga B y logra su regreso a la Esiliiga.

## Palmarés
- Esiliiga B: 1

2021
- II Liiga: 1

2012